# Синдром Лауна — Ганонга — Левайна
Синдром Лауна — Ганонга — Левайна — врождённая аномалия строения сердца, вариант синдрома преждевременного сокращения желудочков, обусловленный наличием пучка Джеймса. Пучок Джеймса соединяет одно из предсердий с атриовентрикулярным узлом или проходит внутри него. Поэтому возбуждение может преждевременно передаваться на миокард желудочков.
На ЭКГ проявляется укорочением интервала PQ без деформации комплекса QRS